# 마울브론 수도원

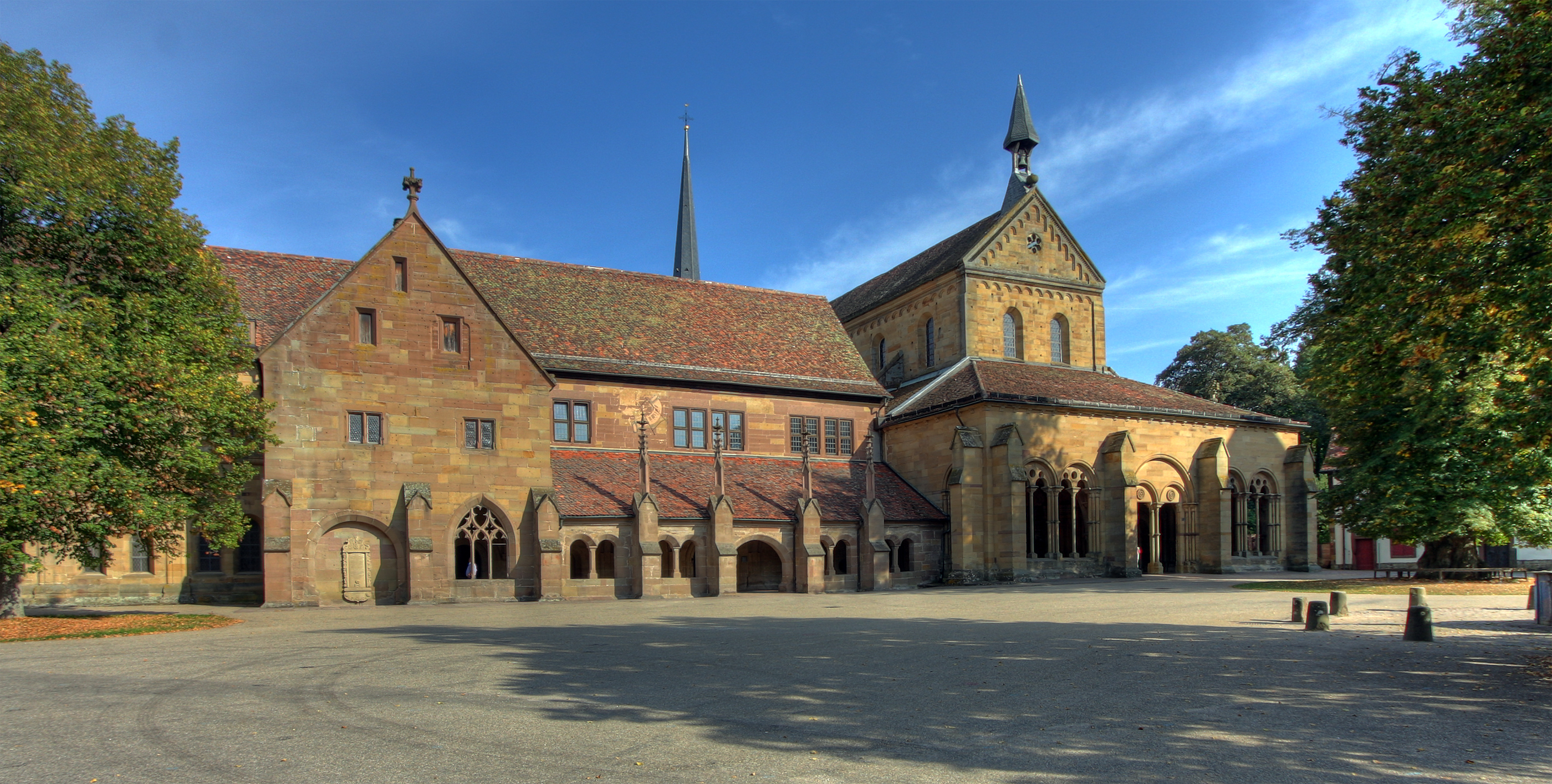
마울브론 수도원

마울브론 수도원(독일어: Kloster Maulbronn)은 독일 바덴뷔르템베르크주 마울브론 교외에 위치한 수도원이다. 12세기 중반에 지어졌으며 그 시대에 지어진 건물 중에서 가장 보존이 완벽한 건물로 손꼽힌다. 헤르만 헤세의 소설 《수레바퀴 밑에서》의 배경이 된 수도원으로 유명세를 타 많은 사람들이 이곳을 방문한다.
유럽에서 보존 상태가 뛰어난 중세 시대의 시토회 수도원이다. 마을과는 성벽에 의해 분리되어 있다. 고딕 건축 양식에 큰 영향을 미친 이 건물은 1993년부터 수도원은 유네스코 세계 문화 유산에 이름을 올리고 있다.

## 역사
- 마울브론 수도원의 주 건물은 로마네스크 건축 양식에서 고딕 건축 양식으로 넘어가는 때에 슈파이어의 주교 아르놀드에 의해 1178년 건설되었다. 그 외에 병원, 식당, 지하 저장고, 대강당, 현관, 남쪽 수도원, 강당, 공장, 기숙사, 도구창고, 그리고 예배당 등은 13세기에 뒤따라 건설되었다. 동쪽과 북쪽 그리고 서쪽수도원은 방어시설과 화장실, 숙도등으로 사용되었다.
- 종교개혁 이후 1504년 뷔르템베르크의 울리히(Ulrich) 공작이 수도원을 점유했고, 이후 그 곳에 사냥용 오두막과 마구간을 지었다. 수도원은 첫 번째로 1519년 프란츠 폰 지킹겐(Franz von Sickingen)의 기사들에게, 그리고 6년 후 독일 농민 전쟁 등 반복적으로 약탈당했다. 1534년, 울리히 공작은 수도원을 세속화시켰지만, 시토회가 카를 5세의 아우크스부르크 가신조 협정 이후 황실의 인정을 받게 되자 다시 수도원의 통제권을 획득하였다.
- 1556년, 뷔르템베르크의 크리스토프(Christoph) 공작이 개신교 신학대학을 설립했고 2년 후 발렌틴 바니우스(Valentin Vannius)가 첫 수도원장이 되었는데, 요하네스 케플러는 1586년부터 1589년까지 그 곳에서 공부했다. 1630년, 수도원은 무력에 의해 시토회에 되돌아갔고, 크리스토프 샬러 폰 젠하임(Christoph Schaller von Sennheim)이 수도원장이 되었다.
- 그러나 이 복고도 잠시, 2년 후 스웨덴의 구스타부스 아돌푸스(Gustavus Adolphus)가 다시 수도승들을 내쫓고 1633년에는 개신교도 수도원장을 자리에 앉혔다. 이듬해 신학대학은 다시 문을 열었지만, 샬러를 주축으로 하던 시토회 역시 1634년 복권했다. 그 후 1651년 개신교 대수도원장이 복직되고, 신학대학도 5년 후 재개했다. 1692년 에제시엘 드 멜라크(Ezéchiel de Mélac)가 학교에 방화를 하자 신학교도들은 안전을 위해 옮겨지고, 학교는 10년 간 문을 닫는다.
- 수도원은 1807년 독일 합병 동안에 뷔르템베르크 왕국의 국왕인 프리드리히 1세에 의해 세속화되고, 정치적인 준독립성에서 영원히 벗어나게 되었다. 수도원은 이듬해 베벤하우젠(Bebenhausen)의 또다른 수도원과 합병되었다.
- 헤르만 헤세의 소설 '수레바퀴 아래서'에서 중요하게 묘사되는 수도원은 1993년 세게 문화 유산으로 선정되었다. 선정 이유는 다음과 같다. "마울브론 수도원은 유럽에서 시토회의 기관 중 가장 보존이 잘 되어 있는데, 특히 저수지와 수로의 대규모 물관리시스템이 잘 보존되어 있기 때문이다." 헤르만 헤세는 1891년 자살 시도 후 도망가기 전까지 이 수도원을 다녔고, 개인적인 종교적 위기로부터 헤세를 구하고자 했던 유명한 신학자 겸 신앙 요법사의 노력은 실패로 돌아갔다.
- 헤르만 헤세의 작품 '나르치스와 골드문트'에서도 '마리아브론 수도원'이라는 이름으로 등장한다. 마울브론 수도원에는 성모 마리아에게 봉헌된 예배당이 있는데, '나르치스와 골드문트'에 등장하는 마리아브론 수도원의 명칭과 작가 본인의 배경이 연관되어있을 것으로 추정된다.

## 참고 문헌 및 링크
- 유네스코 세계유산
- 독일 관광청